# Campo Número Cinco
Campo Número Cinco är en ort i Mexiko.   Den ligger i kommunen Cuauhtémoc och delstaten Chihuahua, i den nordvästra delen av landet, 1 300 km nordväst om huvudstaden Mexico City. Campo Número Cinco ligger 2 050 meter över havet och antalet invånare är 138.
Terrängen runt Campo Número Cinco är platt åt nordost, men åt sydväst är den kuperad. Runt Campo Número Cinco är det ganska glesbefolkat, med 43 invånare per kvadratkilometer. Närmaste större samhälle är Campo Número Dos, 15,2 km söder om Campo Número Cinco. Trakten runt Campo Número Cinco består till största delen av jordbruksmark.